# 5-я Советская улица (Санкт-Петербург)
5-я Сове́тская у́лица — улица в Центральном районе Санкт-Петербурга. Проходит от Греческой площади до Мытнинской улицы. Далее продолжается Старорусской улицей.

## История
Первоначально улица называлась 3-я Рожественская (1789—1798) и проходила от Греческого проспекта до Мытнинской улицы., в 1776 году — 3-я линия Слонового двора. С 1789 по 1792 год носила название 3-я Рожественская линия, с 1790 по 1794 год — 3-я линия Рожественской части. С 1794 по 1801 год — 3-я линия на Песках, в 1792—1822 гг.4-я Рожественская. С конца 1850-х годов по 6 октября 1923 года — 5-я Рождественская.
Современное название получила 6 октября 1923 года. В 1860 году продлена от Греческого проспекта до Греческой площади.

## Достопримечательности
- Дом № 4 (Прудковский переулок, 4) — доходный дом С. И. Пенякова, 1906 г., 1912 г., арх. Михаил Сонгайло[1].  7831805000
- Дом № 7-9 — дом А. М. Стрелина, 1907—1910 гг., арх. С. Г. Гингер.  7831812000
- Дом № 15-17 — жилой дом Управления Октябрьской железной дороги, 1935—1938 гг., арх-ры А. А. Оль, Д. К. Навалихин, Е. И. Холмогоров.  7831921000
- Дом № 20 — доходный дом Л. И. Малютина (1910). Архитектор А. А. Максимов.  7831922000
- Дом № 31-33 (Дегтярная улица) — подворье Старо-Афонского Свято-Андреевского мужского скита, 1890-е гг., арх. Н. Н. Никонов.  7831923000